# Пуавр, Пьер

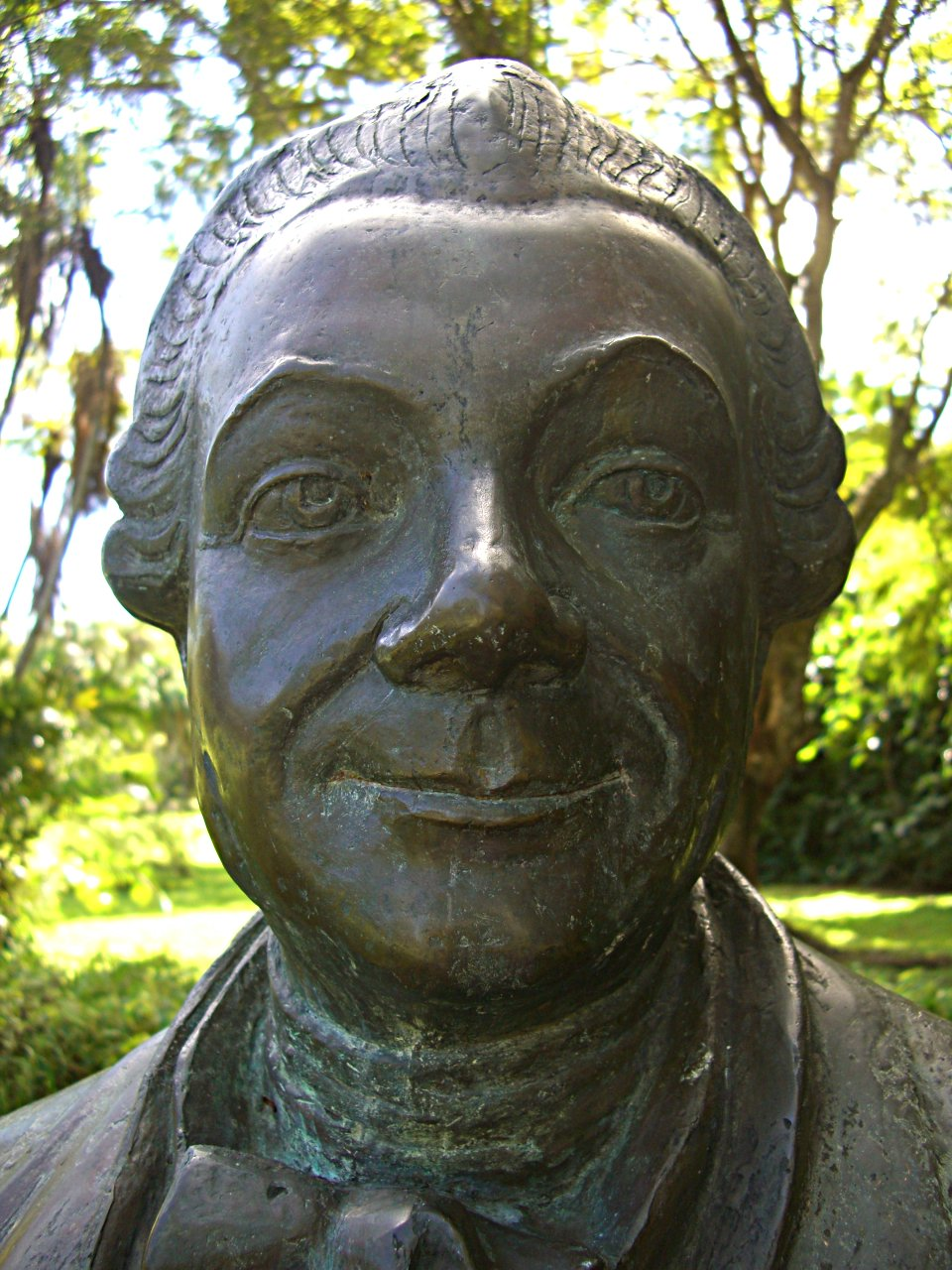
Бюст Пьера Пуавра в Ботаническом саду Памплемус, остров Маврикий.

Пьер Пуа́вр (фр. Pierre Poivre; 23 августа 1719, Лион — 6 января 1786, Сен-Ромен-о-Мон-д’Ор) — французский растениевод, миссионер в Китае и Индокитае, ботаник-исследователь, посол в колонии Кохинхина, интендант островов Маврикий и Реюньон, носитель ленты Ордена Святого Духа.

## Биография

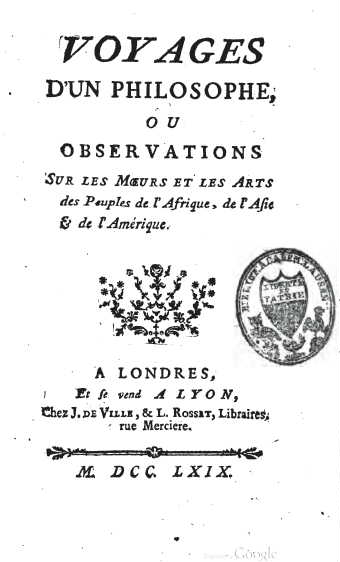
Титульный лист книги Пуавра «Путешествия философа», 1769 г.

Будучи в молодости миссионером на Дальнем Востоке, посетил Гуанчжоу, Макао. В 1745 году как член французской Ост-Индской компании на пути в Ост-Индию был ранен в морском сражении с британским судном и потерял часть правой руки. 15 сентября 1766 года Пьер Пуавр женился на Франсуазе Робин (1749-1841). От этого союза рождаются трое детей.  В 1767 году назначен управляющим островов Иль-де-Франс (современный Маврикий) и Иль-Бурбон (ныне Реюньон). Организовал один из первых в южном полушарии ботанических садов, собрав саженцы и семена растений из множества тропических областей мира. В целях преодоления монополии голландцев на гвоздику и мускатный орех организовал в 1769—1770 гг. контрабандные экспедиции, которые увенчались успехом, в результате чего эти специи распространились на обоих подконтрольных Пуавру островах, а также на Сейшелах.
Созданный Пуавром ботанический сад и сейчас является одним из виднейших подобных садов, занимая площадь около 37 га и представляя растения Африки, Азии, обеих Америк и островов Индийского океана. Свои воспоминания Пуавр изложил в книге «Путешествия философа». Среди его читателей был Томас Джефферсон, которого особенно заинтересовало описание горного риса, культивируемого жителями Вьетнама.
Пуавр одним из первых сделал предположение о связи между вырубкой лесов и изменением климата.
В честь ботаника-губернатора назван Атолл Пуавр в группе Амирантских островов, на острове Реюньон есть лицей его имени и несколько скульптур.

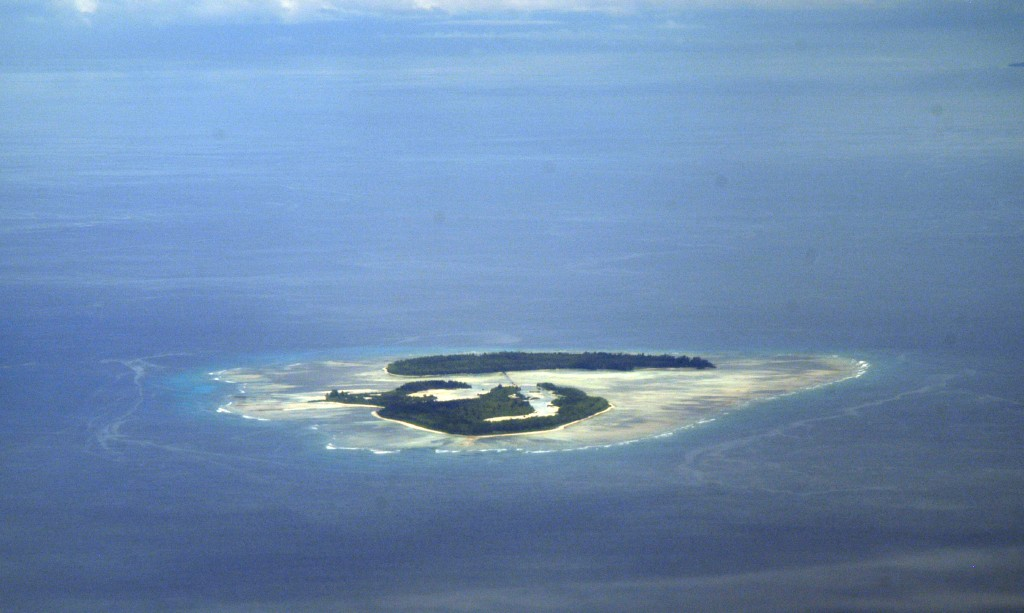
Атолл Пуавр

## Интересные факты
- Фамилия Пуавра имеет самое непосредственное отношение к пряностям — по-французски она значит «перец» (Poivre;произношениео файле).
- Племянником Пьера Пуавра был другой известный французский натуралист и путешественник, Пьер Соннера. Занимая должность на острове Иль-де-Франс, Пуавр в 1768 году взял племянника к себе на работу секретарём. С этого момента началась исследовательская карьера Сонньеры, которая закончилась лишь с его смертью в 1814 году[9][10].

## Публикации Пьера Пуавра
- «Путешествия Философа»; Voyages d’un philosophe ou observations sur les moeurs et les arts des peuples de l’Afrique, de l’Asie et de l’Amérique Авторы: Pierre Poivre, Fortuné-Barthélemy de Félice Издательство: F.-B. de Félice, 1769 — свободно доступная цифровая версия на сайте Google Books.
- Tableau historique de l’Inde, contenant un abrégé de la mithologie et des mœurs indiennes; Pierre Poivre Издательство: Aux dépens de la Société typographique, 1771 — В свободном доступе на сайте Google Books.